# خط الإقلاع
خط الإقلاع (بالإنجليزية: Quitline)‏ هو خط مساعدة هاتفي يقدم العلاج من أجل الإدمان وتغير السلوك. تعالج معظم خطوط الإقلاع الآن حالات الإدمان على التبغ أو الكحول. تشكل خطوط الإقلاع مراكز علاج حيث توفر العلاج المتطور ولا يمكن عدها من مراكز الاتصال.

## خطوط الإقلاع عن التدخين
لقد أثبتت خطوط الإقلاع عن التدخين قابليتها للمقارنة مع عيادات الإقلاع من ناحية تناسب تدخين المدخنين بإتباع نسبة 1-4 لكنها ذات تكلفة فاعلة أكثر. وبشكل عام يشار إلى خطوط الإقلاع على أنها تعزز معدلات للانقطاع لمدة 12 شهرا وذلك من نسبة 7% وصولا إلى 30% تقريبا.
إن بروتوكول العلاج في معظم خطوط الإقلاع عن التدخين يمثل مزيجا من المقابلات التحفيزية والعلاج السلوكي علاوة على الاستشارة الدوائية. كما تطبع أرقام خط الإقلاع حاليا على علب السجائر في العديد من البلدان كجزء من رسائل التبغ التحذيرية. قد تقدم خطوط الإقلاع عن التدخين خدمة تفاعلية، بمعنى أن المستشارون لن يقوموا بأي اتصال وإنما العملاء هم من يطلبون الدعم ويتم تشجيعهم على الاتصال بالخدمة في أي وقت يحتاجون فيه إليها. كما أنها خدمة استباقية حيث يعرض على العملاء الذين يرغبون بالعلاج خدمة الاستدعاء. هذا وتقدم الكثير من خطوط الإقلاع كلا العلاجين التفاعلي والاستباقي حيث تدع الأمر للعميل باختيار ما يناسبه.

## خطوط الإقلاع عن الكحول
تبدو النصيحة من خلال الهاتف (مراكز الاتصال) بالنسبة للكحوليين وأقاربهم شائعة نسبيا وقد تطور بعضها تدريجيا إلى مراكز علاج إدمان التي تعتمد على الهاتف. ومع ذلك فإن خطوط الإقلاع عن الكحول لا تزال في مستهلها. في السويد، حيث العلاج على الهاتف بالنسبة للإدمان على التدخين مؤسس بشكل جيد، تم افتتاح خطوط الإقلاع من أجل العلاج المتطور من إدمان الكحول (وهي الأولى من نوعها) في شهر كانون الثاني من عام 2007. ويتم تشغيل الخدمة وفق تعاون وثيق مع خط الإقلاع الوطني السويدي عن التدخين. كما أن الهدف الأولي لخط الإقلاع السويدي عن الكحول يتمثل في دعم الناس الذين بدؤوا يفقدون سيطرتهم على تناولهم للكحول في استعادتهم لها. هذا ويستند بروتوكول العلاج على كل من المقابلات التحفيزية والعلاج السلوكي المعرفي اللذان يقدمان الدعم لمستهلكي الكحول المفرطين وأقاربهم على حد سواء.